# Americká hypotéka
Americká hypotéka je pojmenování hypotečního úvěru, který není účelově vázán. Jedná se o neúčelový úvěr zajištěný zástavním právem k nemovitosti. Finanční prostředky z tohoto úvěru můžete využít k uspokojení všech svých potřeb, není tedy určen vyloženě na nákup nemovitosti, pozemku, provedení rekonstrukce apod.
V USA se tento typ úvěru nazývá home equity loan.

## Výhody americké hypotéky
Možnost využití finančních prostředků pro jakékoli účely (výstavba, rekonstrukce – pokud chcete mít peníze připravené ihned na Vašem účtu a nechcete dokládat faktury bance k postupnému čerpání, koupě automobilu, dovolené, domácích spotřebičů apod.).
- Bance nemusíte oznamovat, za jakým účelem si americkou hypotéku zřizujete, většina bank však nechce, aby peníze byly použity do podnikání.
- Ve srovnání se spotřebitelským úvěrem má nižší úrokovou sazbu. Díky zástavě nemovitosti je riziko pro banku nižší a s ním úrok.
- Máte možnost půjčit si relativně vysokou částku, maximálně však 70 % z hodnoty nemovitosti.
- Americká hypotéka má nízké měsíční splátky díky možnosti rozložit splácení na období až 20 let.
- Nemovitost s americkou hypotékou můžete kdykoli prodat s 1% sankcí.
- Na rozdíl od klasické hypotéky na bydlení je u některých bank možné americkou hypotéku předčasně splatit bez sankčního poplatku.

## Nevýhody americké hypotéky
Možnost využít finančních prostředků pro jakékoliv účely k sobě váže nemožnost čerpat na hypotéku státní podporu nebo si odečíst úroky z daní, jak je to běžné při účelově hypotéce. Tato možnost nenastane ani v momentě, kdy je americká hypotéka použita účelově, tedy na bydlení.
- Sazby u těchto neúčelových úvěrů jsou výrazně vyšší než u klasických účelových hypoték.
- Některé banky mají nastavenou maximální výší půjčky bez ohledu na hodnotu nemovitosti.
- Za zapůjčenou hotovost ručíte nemovitostí. Je tu riziko, že o ni přijdete.[1]

## Výše úvěru
Finanční obnos, který jsou banky schopné žadateli o hypotéku poskytnout na základě určitých podmínek:
- minimální výše 100 000 Kč,
- banky podmiňují výši úvěru jednak hodnotou nemovitosti (lze získat 70 % z hodnoty nemovitosti) a také maximálním úvěrovým rámcem, který mají banky nastaveny individuálně. Pokud je maximální úvěrový rámec jeden milión korun, půjčka nemůže tuto hranici přesáhnout, i kdyby bylo 70 % hodnoty nemovitosti např. 7 miliónů Kč.[2]

## Doba splatnosti
Splatnost americké hypotéky je doba, po kterou je klient povinen hradit bance úvěr. Obecně se pohybuje od 5 do 20 let (dnes i od 1 do 25 let). Žadatel musí splňovat podmínku, kdy doba splatnosti úvěru nesmí překročit 70 let jeho věku. Čím je delší doba splatnosti úvěru, tím je nižší splátka a naopak.

## Úroková sazba
Úrok je procentní vyjádření navýšení vypůjčené částky za určité časové období. Pro hypotéky je uváděna úroková sazba roční (per annum – zkratka p. a.). Jedná se o finanční odměnu pro banku (věřitele) za vypůjčení peněz. Oproti klasickému hypotečnímu úvěru má americká hypotéka vyšší úrokové sazby, které jsou však stále výhodnější než u běžných spotřebitelských úvěrů. Úrokové sazby začínají při roční fixaci přibližně na 5 % ročně. U pětileté fixace je běžný roční úrok 6 % až 7 %. Některé banky také nabízejí pevnou úrokovou sazbu platnou po celou dobu splácení hypotéky, obvykle od 7 % p.a.
Při fixaci americké hypotéky platí obdobný systém jako u běžných hypoték. Fixace mohou být na 1 rok, 3 roky, 4 roky, 5 let nebo i 10 let. Čím delší doba fixace je zvolena, tím vyšší je úroková sazba.

## Názvy
Hypoteční banka (tehdy ještě pod názvem Českomoravská hypoteční banka, a.s.) podala 28. ledna 2004 na Úřad průmyslového vlastnictví přihlášku k zápisu slovní ochranné známky „americká hypotéka“, byla ale zamítnuta. Slovní spojení je tak považováno za obecné označení, které může využívat kdokoli. Neúčelové hypotéky pod tímto jménem poskytuje několik finančních institucí, např. Česká spořitelna a Československá obchodní banka; jiné nabízejí srovnatelný produkt pod jinými názvy (např. „Hypotéka na cokoliv“ spořitelny Wüstenrot).